# Faramea oligantha
Faramea oligantha är en måreväxtart som beskrevs av Johannes Müller Argoviensis. Faramea oligantha ingår i släktet Faramea och familjen måreväxter. Inga underarter finns listade i Catalogue of Life.